# اوهیتو، شیزوئوکا
اوهیتو، شیزوئوکا (به لاتین: Ōhito) یک منطقهٔ مسکونی در ژاپن است که در ناحیه چوبو واقع شده‌است. اوهیتو ۱۵٬۱۶۹ نفر جمعیت دارد.